# Stigmella ipomoeella
Stigmella ipomoeella là một loài bướm đêm thuộc họ Nepticulidae. Nó được tìm thấy ở Sri Lanka.
Ấu trùng ăn Ipomoea species. Chúng có thể ăn lá nơi chúng làm tổ.